# タンクトップファイター
『タンクトップファイター』は、毎日放送（MBS）制作、TBS系列で2013年4月25日から6月20日まで木曜深夜ドラマ枠で放送された日本のテレビドラマ。
美女競艶の本格アクションサスペンスドラマ。小野恵令奈の連続ドラマ初主演となる。
キャッチコピーは、「戦わなければ、私じゃない。」

## あらすじ
平凡な大学生・西木果衣は、ある日父親が強盗殺人容疑で逮捕されたことにより、姉・理久とともに肩身の狭い生活を強いられる。そんな二人のもとを訪れた弁護士の麗から「刑事訴訟とは別に強盗罪で殺された親族は民事訴訟を起こし、賠償金を請求できる権利を持ち、今回の訴訟では親族側は1億円を要求、現時点で支払い能力がない西木姉妹に指名手配犯の特別懸賞金を賠償金に充てる方法がある」と提案される。提案をのんだ二人はバウンティハンターとしての仕事を始める。

## キャスト

### 主要人物
西木 果衣（にしぎ かい）
演 - 小野恵令奈
大学生。格闘技に精通している。父親が殺害した有村裕平の遺族に賠償金を支払うため、稲見から提案された、指名手配犯の懸賞金で賠償金を捻出する方法を受け入れる。
西木 理久（にしぎ りく）
演 - 川島海荷（友情出演）
果衣の姉。料理は不得手。体が弱い。おとなしい性格だが父親が刑事事件に巻き込まれ、妹が状況も分からず狼狽し取り乱す中、冷静に対処出来るよう行動する。パソコン操作に長け、公共施設などの監視カメラをハッキング、犯人の逃走ルートを先読みして果衣をナビゲートする。
稲見 麗（いなみ れい）
演 - 三津谷葉子
有村裕平殺害事件被告側担当弁護士。有村の遺族に賠償金を支払うため、指名手配犯の懸賞金を支払いに充てるよう提案する。久利がまだ警視庁の現役刑事だった頃に知り合う。
暮田 空（ぐれた くう）
演 - 中村蒼（特別出演）（少年期：大岡拓海）
果衣の大学の同級生。大学を欠席して指名手配犯を追う果衣の代わりに、授業のノートをとっている。果衣の力になりたいと思い、偶然知り合った花音に接触し情報を得ようとするが逆に追い詰められ殺されそうになり、果衣に助けられた。
磯村 英二（いそむら えいじ）
演 - 森山栄治
巡査。安曇の部下。昆虫が好き。
安曇 芳博（あずみ よしひろ）
演 - 野添義弘
巡査部長。未解決事件を担当し、指名手配犯を追っている刑事。
刑事 → 有村 郷平（ありむら ごうへい）
演 - 笠原秀幸（第2・4 - 8話）
元警視庁谷川警察署刑事課巡査。ある理由から、果衣たちが捕まえた犯人を始末する。
西木 久利（にしぎ ひさとし）
演 - ダンカン
果衣・理久の父親。アリーファイナンス警備員。元警視庁刑事。アリーファイナンスの金庫から1億円を強奪、現場から有村の殺害遺体が発見された5時間後、世田谷中央警察署に出頭。弁護士以外の近親者などの接見を拒む。

### ゲスト
☆は指名手配犯で特別懸賞金が掛けられている人物。複数話登場の場合は括弧（）内に表記。
第1 - 2話
- 太田 晃一（放火殺人犯・特別懸賞金：2000万）☆
- 高橋 麻美（太田の元恋人） / 太田 晃一（整形後） - 木口亜矢（第4 - 5話）
- 有村 裕平（アリーファイナンス社長・強盗殺人事件の被害者） - 田辺功（第1・8 - 最終話）
- 太田の母親 - 大草理乙子

第3 - 4話
- 平野 香苗 / 花音（殺人・特別懸賞金：3000万円 / club Blossomホステス）☆ - 中島愛里（第5話）
- 優梨愛（ホステス・売春防止法違反で逮捕） - 和希沙也
- 田中（花音の婚約者） - 越村友一
- マツダ（優梨愛が働くクラブの店員・売春防止法違反で逮捕） - 國本鐘建（第3話）

第5 - 6話
- 粟根 夜須子 / 佐藤（ひき逃げ・特別懸賞金：4000万円 / 樋村総合病院看護師）☆ - 八代みなせ（粟根夜須子変身後） / 安藤なつ（粟根夜須子変身前）
- 上条 明子（ボランティア医師） - 瀬戸早妃
- 豊岡 一彦（ひき逃げ事件の被害者遺族） - 飯田孝男（第5話）
- 百獣の王 - 武井壮（第5話）
- 小泉 透（樋村総合病院医師） - 山崎まさや（第6話）

第7話
- 高山 初音（強盗殺人・特別懸賞金：1000万円 / 久利の元同僚）☆ - 橋本マナミ
- 篠井 浩太（Florist篠井店主・初音の元夫） - 野崎数馬
- 篠井 琴子（浩太と初音の娘・小学生） - 新堂結菜

## スタッフ
- 脚本 - 山岡潤平、守口悠介、宮本陽介、鎌田智恵、遠山絵梨香
- 演出 - 日比野朗、水村秀雄、高石明彦、田部井稔
- アクション監督 - 小池達朗
- 主題歌 - 小野恵令奈「ファイティング☆ヒーロー」（ワーナーミュージック・ジャパン）[2]
- オープニングテーマ - 9nine 「Evolution No.9」（SME Records）[3]
- 演出補 - 田部井稔、新山康幸、高橋大武
- オープニングイラスト - ゆうはじめ
- タイトルバック - 小林恵美、森田雄、茶畑孝徳
- CG - 茶畑孝徳、原輝明
- スタント - 杉口秀樹、じゃーじー真樹糸洲、佐川正治、三住敦洋、福島悠介、日野綾子、岡本正仁、稲留正樹
- 医療指導 - 堀エリカ
- 撮影協力 - UR都市機構、中央大学、下北沢一番街商店街振興組合
- 企画 - 高石明彦、竹園元、中村祐子、森川愛子、三竹浩司
- プロデューサー - 畑有紗、丸山博雄、妻鹿勇人、堀田昌志、江部恭子
- ラインプロデューサー - 木村義明
- プロデューサー補 - 野村真委子
- 制作 - The icon
- 製作 - 「タンクトップファイター」製作委員会、MBS

## 放送日程
| 話数                                       | 放送日  | サブタイトル                                   | 脚本       | 監督     |
| ------------------------------------------ | ------- | ---------------------------------------------- | ---------- | -------- |
| 第1話                                      | 4月25日 | 父が強盗殺人犯? 女たちのバトル開幕!            | 山岡潤平   | 日比野朗 |
| 第2話                                      | 5月02日 | 闘うしかないんだよね…vsテコンドー美女!?        | 山岡潤平   | 日比野朗 |
| 第3話                                      | 5月09日 | その女、ヘビのタトゥーあり。抱きしめて殺す魔女 | 守口悠介   | 水村秀雄 |
| 第4話                                      | 5月16日 | 愛で誘う女。白熱寝技対決!!                     | 守口悠介   | 水村秀雄 |
| 第5話                                      | 5月23日 | ターゲットは死んだ女神様!?                     | 山岡潤平   | 高石明彦 |
| 第6話                                      | 5月30日 | 白衣を着た悪魔                                 | 宮本陽介   | 高石明彦 |
| 第7話                                      | 6月06日 | 父が脱走!? 裏切りの美女                        | 鎌田智恵   | 田部井稔 |
| 第8話                                      | 6月13日 | 悲しみの鉄拳! さよなら、空                     | 遠山絵梨香 | 田部井稔 |
| 最終話                                     | 6月20日 | 歪んだ愛、戦いの果てに…                        | 守口悠介   | 水村秀雄 |
| （視聴率は関東地区・ビデオリサーチ社調べ） |         |                                                |            |          |

## ネット局
| 放送地域   | 放送局         | 系列    | 放送期間                  | 放送日時           | ナビ番組放送日時      | 備考              |
| ---------- | -------------- | ------- | ------------------------- | ------------------ | --------------------- | ----------------- |
| 関東広域圏 | TBSテレビ      | TBS系列 | 2013年4月25日 - 6月20日   | 木曜 24:58 - 25:28 | 4月18日 25:48 - 26:18 | 制作局より1分先行 |
| 近畿広域圏 | 毎日放送       | TBS系列 | 2013年4月25日 - 6月20日   | 木曜 24:59 - 25:29 | 4月18日 25:14 - 25:44 | 制作局            |
| 高知県     | テレビ高知     | TBS系列 | 2013年6月18日 - 8月17日   | 火曜 25:04 - 25:34 | 6月11日 25:04 - 25:34 | 54日遅れ          |
| 愛媛県     | あいテレビ     | TBS系列 | 2013年7月3日 - 9月4日     | 水曜 25:18 - 25:48 |                       | 69日遅れ          |
| 岩手県     | IBC岩手放送    | TBS系列 | 2013年7月8日 - 9月9日     | 月曜 25:07 - 25:37 | 7月1日 24:58 - 25:28  | 74日遅れ          |
| 宮崎県     | 宮崎放送       | TBS系列 | 2013年7月15日 - 9月16日   | 月曜 25:05 - 25:35 |                       | 81日遅れ          |
| 岐阜県     | 岐阜放送       | 独立局  | 2013年10月15日 - 12月10日 | 火曜 25:00 - 25:30 | 10月8日 25:00 - 25:30 | 117日遅れ         |
| 福島県     | テレビユー福島 | TBS系列 | 2013年10月25日 - 12月20日 | 金曜 25:25 - 25:55 |                       | 127日遅れ         |
| 北海道     | 北海道放送     | TBS系列 | 2015年1月11日 - 3月8日    | 日曜 24:55 - 25:25 |                       | 約1年10ヶ月遅れ   |

## その他
- カラオケチェーン・パセラとのコラボレーション企画で、小野の特大パネルやドラマの関連グッズを展示した「ドラマ『タンクトップファイター』ルーム」を2013年4月18日から5月15日までの期間限定で、パセラ秋葉原昭和通り館にてオープンする[2][4]。
- スイーツパラダイスとのコラボレーションによる特製バナナケーキ・タンクトップファイタルトが2013年4月19日から6月末日までの期間限定で、スイーツパラダイス全店で販売される。商品名はナビ番組『タンクトップファイター〜スタート直前美女祭SP』の中で小野が命名した。第5話では、大学構内で空が果衣に差し入れした、果衣の好物のケーキとして登場している。